# Metalógica
Metalógica é o estudo da metateoria da Lógica. Enquanto a Lógica estuda como sistemas lógicos podem ser usados para construir argumentos válidos e corretos, a Metalógica estuda as propriedades dos sistemas lógicos . Lógica concerne as verdades que podem ser verificadas usando sistemas lógicos; Metalógica fornece afirmações que podem ser verificadas a partir de linguagens e sistemas que são usados para expressar tais afirmações 
Os objetos básicos do estudo da metalógica são as linguagens formais, sistemas formais, e suas interpretações. O estudo da interpretação de sistemas formais está no ramo da Lógica Matemática que é conhecida como teoria dos modelos, e os estudos de sistemas dedutivos faz parte do área de conhecimento da Teoria da Prova.

## Visão Geral

### Linguagem Formal
Uma linguagem formal é uma organização de conjunto de símbolos dos quais define-se precisamente sua forma e conteúdo. Cada linguagem, portanto, pode ser definida sem referência ao significado das expressões; ela pode existir antes que qualquer interpretação possa ser dada para ela - isto é, antes que tenha algum significado. Lógica de primeira ordem é expressa em algumas linguagens formais. A gramática formal determina quais símbolos e conjuntos de símbolos são fórmulas em uma linguagem formal. 
Uma linguagem formal pode ser formalmente definida como sendo um conjunto A de palavras(sequências finitas) sobre um alfabeto fixo α. Alguns autores, incluindo Carnap, definem a linguagem tal como o par ordenado <α, A>. Carnap assim explica que para cada elemento de α deve ocorrer pelo menos uma palavra A.

### Regras de Formação
Regras de Formação (também chamadas de gramática formal) são uma descrição precisa das fórmulas bem formadas (FBF) de uma linguagem formal. Elas são a base de formação do conjunto de palavras sobre o alfabeto da linguagem formal que constituem fórmulas bem formadas. Entretanto, sem descrever seu significado (isto é, o que elas significam).

### Sistemas Formais
Um sistema formal (também chamado de cálculo lógico, ou sistema lógico) consiste de uma linguagem formal junta com um aparato dedutivo(também chamado sistema dedutivo). O sistema dedutivo pode consistir de um conjunto de regras de transformação (também chamadas de regras de inferência) ou um conjunto de axiomas, ou conter ambos. Um sistema formal é usado para derivar uma expressão de uma ou mais outras expressões.
Um sistema formal pode ser formalmente definido como uma tripla ordenada <α,{\displaystyle {\mathcal {I}}}, {\displaystyle {\mathcal {D}}}d>, onde {\displaystyle {\mathcal {D}}} é a relação de derivabilidade direta. Esta relação é entendida em um sentido abrangente de tal modo que sentenças primitivas dos sistemas formais são tomadas como deriváveis diretamente do conjunto vazio de sentenças. Diretamente derivável é a relação entre uma sentença e um conjunto finito, possivelmente vazio de sentenças. Axiomas são então escolhidos de modo que cada membro de primeira colocação de {\displaystyle {\mathcal {D}}}d é um membro de {\displaystyle {\mathcal {I}}} e cada membro de segunda colocação é um subconjunto de {\displaystyle {\mathcal {I}}}.
Um sistema formal pode também ser definido como somente a relação {\displaystyle {\mathcal {D}}}d. Assim, pode-se omitir {\displaystyle {\mathcal {I}}} e α nas definições de linguagem formal interpretada, e sistemas formais interpretados. Contudo, este método pode ser mais difícil de entender e usar.

### Provas formais
Uma prova formal é uma sequência de fórmulas bem formadas de uma linguagem formal, a última da qual é um teorema de sistemas formais. O teorema é uma consequência sintática de todas as fórmulas bem formadas da qual a prova precede. Fórmula bem formada se qualificar como parte da prova, ela deve resultar da aplicação de uma regra de sistema dedutivo de algum sistema formal para as fórmulas bem formadas anteriores na sequência de provas.

### Interpretações
Uma interpretação de um sistema formal é a assinatura dos significados dos símbolos e o valor-verdade para as sentenças dos sistemas formais. O estudo de interpretações é chamado Semântica Formal. Dada uma interpretação tem-se uma equivalência na construção de um modelo.

## Distinções importante em metalógica

### Linguagem Objeto-Metalinguagem
Em Metalógica, linguagens formais são às vezes chamadas linguagens objeto. A linguagem usada para fazer afirmações sobre um linguagem objeto é chamada uma metalinguagem. A distinção é a diferença chave entre Lógica e Metalógica. Enquanto Lógica lida com provas em um sistema formal, expressada em alguma linguagem formal, Metalógica lida com provas sobre um sistema formal que são expressas em uma metalinguagem sobre alguma linguagem objeto.

### Sintaxe e Semântica
Na metalógica 'sintaxe' tem a ver com linguagens formais  ou sistemas formais sem fazer referência a qualquer interpretação delas; por outro lado, 'semântica' tem a ver com as interpretações de linguagens formais. O termo sintaxe tem um escopo um pouco mais largo que "prova teórica", desde que ele possa ser aplicado a propriedades de linguagens formais sem quaisquer sistemas dedutivos, nem tampouco sistemas formais. 'Semântica' é sinônimo de 'modelo teórico'.

## História
Questões metalógicas tem sido perguntadas desde o tempo de Aristóteles. Contudo, foi só com o surgimento de linguagens formais no final do século XIX e início do século XXque investigações nas fundações de lógica começaram a florescer. Em 1904, David Hilbert investigando fundamentos matemáticos descobriu que noções lógicas são pressupostos, e portanto um acordo simultâneo de princípios matemáticos e metalógicos foi adquirido. Hoje, Metalógica e Metamatemática são largamente afins uma com a outra, e ambas tem sido substancialmente inserida pela Matemática e Lógica na academia. Uma possível alternativa, de um modelo menos matemático pode ser encontrado em Charles Sanders Peirce e outros semióticos. Embora Semióticos possam ser interpretados pela linguística, outra interpretação é a que trata de símbolos universais, de acordo com Carl Jung.